# YovoTogo
YovoTogo est une association de solidarité internationale, qui vient en aide aux enfants handicapés, et aux structures éducatives dans la Région des savanes au nord Togo.

## Histoire

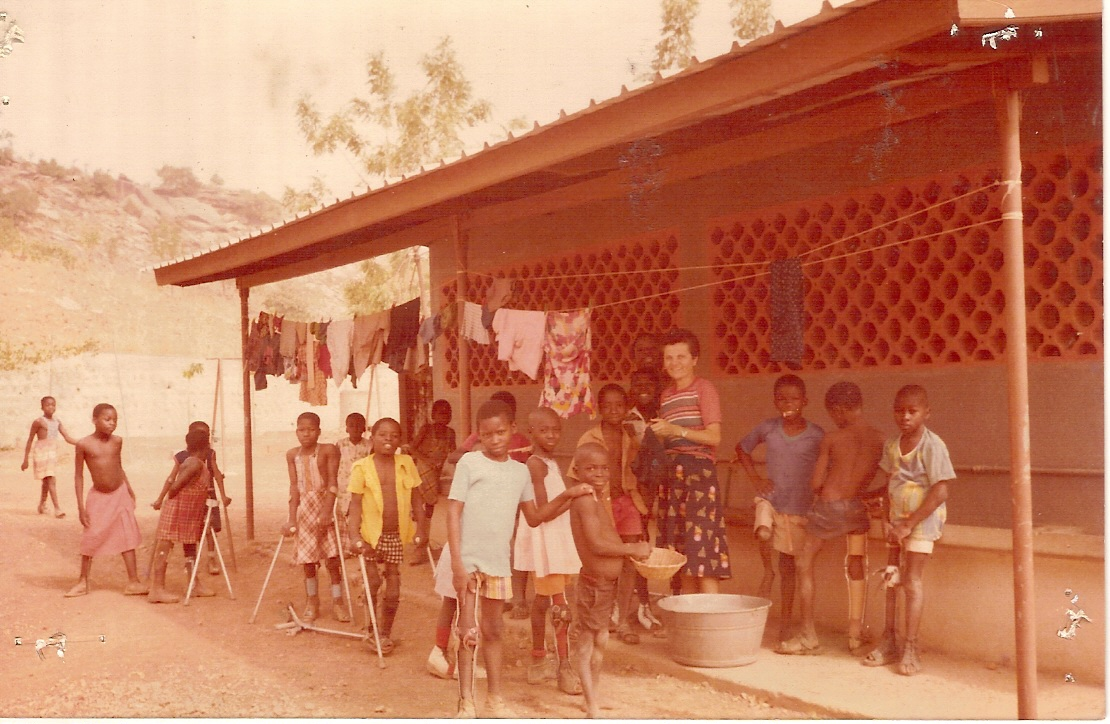
Marguerite Oré initiatrice du centre pour handicapés de Bombouaka aujourd'hui appelé « Saint Louis Orione ».

L’association YovoTogo est née en novembre 2011 à la suite d'un voyage de Marie-Paule Oré et Claude Féré sur les traces de leur tante Marguerite Oré, qui a initié en 1975 la création du Centre Saint Louis Orione situé à Bombouaka dans la préfecture de Tandjouaré, pour venir en aide aux enfants handicapés, ou malades de la polio.

## Domaines d’intervention
YovoTogo aide au développement du centre d’enfants en situation de handicap Saint Louis Orione, en parrainant des enfants, en apportant du matériel médical et des fournitures scolaires, et en engagent des travaux pour l’entretien et l’amélioration des structures du centre.
YovoTogo collabore depuis 2014, avec l’OCDI - Caritas Togo, en collectant des paires de lunettes inutilisées en France, puis en les amenant à Dapaong, et en soutenant le groupement des femmes leaders de Tandjouaré dans leurs actions de développement durable.
Depuis 2015, YovoTogo, en collaboration avec l’association togolaise JUMP Lab’Orione, fournit du matériel informatique de réemploi utilisant la distribution GNU/Linux Emmabuntüs, qui embarque – entre autres - des livres libres du domaine public et une image hors-ligne de Wikipedia, pour l'équipement numérique de collèges-lycées, structures éducatives dans la Région des Savanes au Togo. L'association a ainsi équipé en 2016, les lycées de Bombouaka, Nano, Namoudjogo, Tandjouaré, et en 2017,, ceux de Agbélouvé (Région maritime), Asrama (Région des plateaux), Cando, Cinkassé, Gando, et Naki-Ouest, ainsi que le Centre de Formation Professionnelle et Sociale NOGBEDJI (Cfps-n) à Mango.
En 2018, YovoTogo en collaboration avec d’autres associations, s’est engagée pour la mise en place d’un FabLab-OrthoLab à Dapaong,,.
L'association a équipé en 2018, la salle informatique le «Refuge » à Barkoisi, et les lycées de Kpezinde, Korbongou, Landa et Timbou et en 2020 le collège La Salle et le lycée Dapaong-ville à Dapaong et le lycée de Ponio .

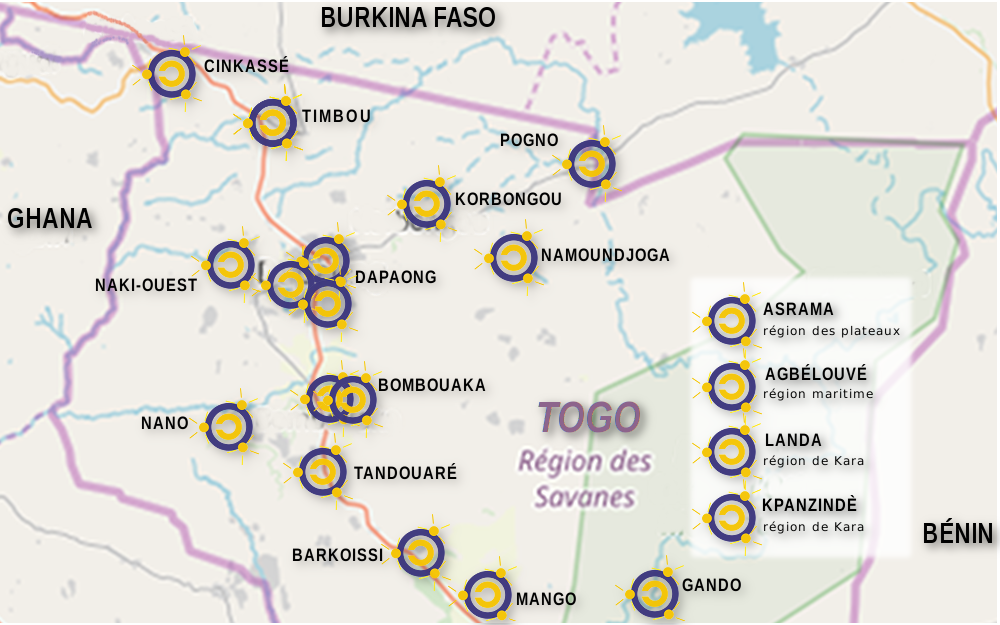
Carte du Togo des salles informatiques dotées d’ordinateurs de réemploi sous Emmabuntüs équipée par YovoTogo, JUMP Lab'Orione et Emmabuntüs de 2015 à 2020